# Reel Zombies
Reel Zombies es una película canadiense de zombis de 2008 dirigida por David J. Francis y Mike Masters.  Es la tercera película de una trilogía que incluye Zombie Night y Zombie Night 2: Awakening. Filmada en estilo documental, muestra a un equipo de filmación que intenta seguir sus películas de zombis de bajo presupuesto durante un estallido de un apocalipsis zombi real.

## Sinopsis
Cuando estalla un brote de zombis, las películas de zombis se convierten en ilegales. Sin inmutarse, un equipo de filmación de bajo presupuesto se dispuso a crear la secuela de sus dos películas de zombis anteriores y fallidas, razonando que una vez que termine la plaga de zombis, volverá a haber un mercado. Los cineastas intentan filmar alrededor de los zombis hostiles, al mismo tiempo que los usan como extras en su película.

## Reparto
- Dan Rooney como Basil
- Mukesh Asopa como Pascal
- Stephannie Hawkins como Rebecca Shelley
- Steve Curtis como Keith
- Mike Masters
- David J. Francis
- Stephen Papadimitriou
- Lloyd Kaufman
- Tony Watt

## Lanzamiento
Reel Zombies se estrenó en el Festival Internacional de Cine de Terror de Lisboa de 2008. Synapse Films lo lanzó en DVD el 11 de febrero de 2014.

## Recepción
Michael Gingold de Fangoria escribió: "Reel Zombies es una mezcla de grandes risas y sonrisas de reconocimiento, y probablemente será más apreciado por cualquiera que haya pasado tiempo en las trincheras del cine independiente". Dave Murray de JoBlo.com lo calificó con 3/4 estrellas y escribió que "no podría ser más divertido". HorrorNews.Net escribió que la película es muy divertida y ofrece muchas sorpresas. Geoff Bough de la revista Revenant escribió que la película "es honestamente una de mis películas favoritas del año y proporciona una dosis explosiva de hilaridad al subgénero zombie". Olie Coen de DVD Talk lo calificó con 3.5/5 estrellas y escribió: "Si te gusta el género, echa un vistazo a esto; Es una versión refrescante de una vieja historia que es sorprendentemente entretenida e inteligente". Gordon Sullivan de DVD Verdict escribió: "Aunque tiene algunas buenas ideas, como hacer que los actores se interpreten a sí mismos, vincular la película con el mundo real, hacer que los zombis sean un poco menos amenazantes y hacer una película de zombis con zombis 'reales', estas adiciones a la fórmula no se utilizan de manera efectiva".